# Phytomyza analis
Phytomyza analis este o specie de muște din genul Phytomyza, familia Agromyzidae. A fost descrisă pentru prima dată de Camillo Rondani în anul 1875.
Este endemică în Italia. Conform Catalogue of Life specia Phytomyza analis nu are subspecii cunoscute.